# 姫路少年刑務所
姫路少年刑務所（ひめじしょうねんけいむしょ）は、法務省矯正局の大阪矯正管区に属する刑務所。全国6箇所の少年刑務所のひとつである。
下部機関として姫路拘置支所を持つ。

## 所在地
- 兵庫県姫路市岩端町438
  - JR西日本山陽本線姫路駅から神姫バスで「岩端北口・城西小学校南」バス停下車徒歩約3分
  - 姫路バイパス 中地ランプから約15分

## 収容分類級
本刑務所の収容分類級は以下の通り。
- JB級
- YB級

少年・若年の再犯者を収容している。

## 収容定員
- 399人

## 沿革
- 1873年（明治6年）3月 - 飾磨郡高岡村に「兵庫県姫路監獄支所」が設置される。
- 1898年（明治31年）4月 - 現在地(姫路市岩端町)に移転。
- 1922年（大正11年）10月 - 「神戸刑務所姫路支所」と改称。
- 1927年（昭和2年）4月 - 「姫路少年刑務所」と改称し独立する。
- 1953年（昭和28年）7月12日 - 刑務所内で暴動（後述）。
- 2006年（平成18年） - 改築工事竣工

## 組織
所長の下に2部1課を持つ2部制施設である。
- 総務部（庶務課、会計課、用度課）
- 矯正処遇部（企画調整部門、矯正処遇部門）
- 医務課

## 1953年の暴動
1953年（昭和28年）7月12日、対立するグループ間で、配食上の問題などから暴動が発生。職員との間でも乱闘が発生して非常事態が宣言された。近隣の矯正施設、警察、消防団の応援を受けて制圧に成功したが、刑務所の職員20人、受刑者4人が負傷した。後に神戸地方検察庁は、首謀者の少年など20人を起訴。